# The Three of Us
The Three of Us è un film del 1914 diretto da John W. Noble, tratto dalla commedia di Rachel Crothers e girato a Wilkes-Barre in Pennsylvania.
Uscito nelle sale il 14 dicembre 1914, il film è interpretato da Edwin Carewe, Mabel Taliaferro e Creighton Hale. Fu il terzo film per Taliaferro, una nota attrice teatrale che aveva iniziato la sua carriera cinematografica due anni prima, interpretando Cenerentola in Cinderella.

## Trama
Rhy MacChesney possiede, in Colorado, insieme ai fratelli Clem e Sonny una miniera d'oro chiamata The Three of Us. La miniera, però, non ha mai fruttato. Nelle stesse condizioni si trova quella di Steve Towney, un giovanotto innamorato di Rhy. Steve, però, riesce un giorno a trovare una vena d'oro: per accampare i diritti sul filone, deve registrarsi entro mezzodì del giorno seguente. Invece di recarsi subito all'ufficio del registro, Steve si attarda per accontentare Rhy che gli chiede di partecipare al ballo di Halloween. I loro discorsi sono spiati da Clem che, volendo andarsene da lì, vende l'informazione a Louis Beresford, un minatore rivale di Steve.
Il giorno dopo, Steve non trova più i minerali e la documentazione che gli servono per andare al registro. Accusa Rhy di averlo derubato ma la ragazza riesce a convincerlo della sua innocenza. Per arrivare prima di Beresford in città e salvare così la miniera, Steve si avventura in un pericoloso percorso sulle montagne che abbrevia di molto il tragitto, riuscendo in questo modo a sventare le trame del suo rivale.

## Produzione
Il film fu prodotto dalla Rolfe Photoplays (con il nome B.A. Rolfe Photo Plays Inc.). Venne girato in Pennsylvania, a Wilkes-Barre.

## Distribuzione
Distribuito dall'Alco Film Corporation, il film uscì nelle sale cinematografiche statunitensi il 14 dicembre 1914.